# Etichetta discografica indipendente
Una casa discografica indipendente è una casa di produzione musicale che si muove nell'ambito della piccola e media impresa (PMI) e che lavora al di fuori delle grandi corporazioni e multinazionali. Solitamente, a differenza delle major, le etichette discografiche indipendenti permettono all'artista un maggior controllo sulla propria produzione (musica, testi, grafica del disco, ecc.) ed una maggiore libertà espressiva. Le etichette e gli artisti sono spesso rappresentati dalle associazioni di categoria presenti nel loro paese o regione, che a loro volta sono rappresentate dall'organismo di categoria internazionale, il Worldwide Independent Network (WIN).
Molte delle case discografiche hanno iniziato come produttori e distributori di generi musicali specifici, come la musica jazz, o rappresentano qualcosa di nuovo e non mainstream, come Elvis Presley agli inizi. Le "indie" pubblicano rock, soul, R&B, jazz, blues, gospel reggae, hip hop e world music e molto altro. La musica che appare sulle etichette indie è spesso definita musica indipendente, o più specificamente per genere, come indie pop, indie rock o indie folk.

## Panoramica

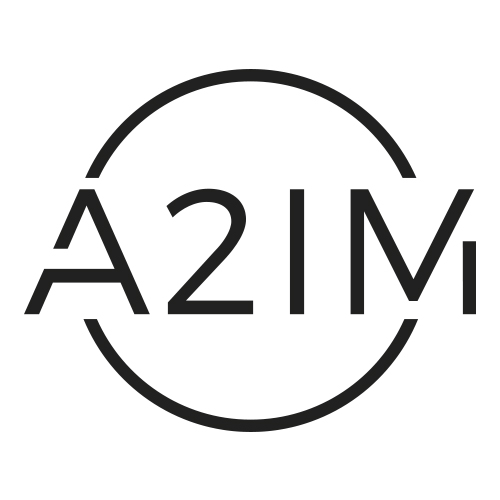
Logo della associazione di categoria statunitense American Association of Independent Music

Le etichette discografiche indipendenti sono piccole aziende che producono e distribuiscono canzoni e dischi. Queste etichette non sono affiliate o finanziate dalle tre principali etichette discografiche generalmente chiamate Major.
Le linee di confine tra le major e le indipendenti non sono sempre chiare. La definizione tradizionale di "etichetta major", implica ancheche tale etichetta debba possedere il proprio canale di distribuzione. Alcune etichette indipendenti, in particolare quelle con artisti di successo, firmano accordi di distribuzione con le major. Possono anche fare affidamento su accordi di licenza internazionali e altri accordi con le major. Le major a volte acquisiscono etichette indipendenti completamente o parzialmente.
Altre case discografiche nominalmente indipendenti sono avviate e talvolta gestite da artisti di major, ma sono ancora di proprietà totale o parziale della major stessa. Queste etichette sono spesso chiamate vanity label o etichette boutique e sono pensate per compiacere artisti affermati o consentire loro di scoprire e promuovere artisti più nuovi.
Secondo l'Association of Independent Music, "Una 'major' è definita nella costituzione dell'AIM come una società multinazionale che (insieme alle società del suo gruppo) ha più del 5% del mercato mondiale per la vendita di dischi o video musicali. Le major sono attualmente la Sony, la Warner Music (WMG) e la Universal Music Group (UMG), con le altre due majo EMI e BMG (RCA/Ariola International), hanno costituito le "Big 5" degli anni '80 e '90. Se una major possiede il 50% o più delle azioni totali di un'altra società, quella società sarebbe (solitamente) posseduta o controllata da quella major".

## Storia

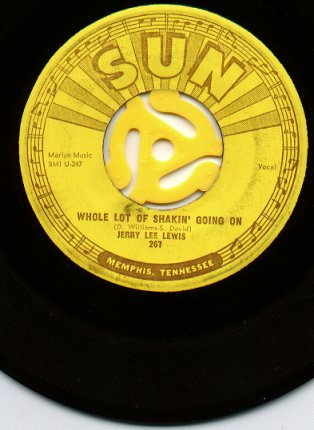
La Sun Records era un'etichetta discografica indipendente degli anni '50

Le etichette indipendenti hanno storicamente anticipato gli sviluppi della musica popolare, a partire dal periodo postbellico negli Stati Uniti. Le controversie con le major hanno portato alla proliferazione di etichette più piccole specializzate nella country, nella jazz e nella blues. La Sun Records ha svolto un ruolo importante nello sviluppo della musica rock 'n' roll e della musica country, lavorando con artisti come Elvis Presley, Carl Perkins, Johnny Cash, Jerry Lee Lewis, Roy Orbison e Charlie Rich. Queste etichette indipendenti di solito indirizzavano le loro uscite a un pubblico piccolo ma fedele.

### Le etichette indipendenti tra i '40 ed i '60
Verso la fine degli anni '40 e fino agli anni '50, il industria musicale americana cambiò, perché le persone impararono a conoscere più velocemente il settore. Diverse aziende aprirono i propri studi di registrazione e il numero di proprietari di etichette iniziò ad aumentare. Molti di questi proprietari si resero conto che l'etichetta che pubblica per prima una canzone ha il diritto legale di ricevere un compenso per ogni disco venduto. I musicisti jazz furono pionieri di un nuovo sottoinsieme di etichette indipendenti, aziende gestite dagli artisti stessi. Seguendo le tarde dei pionieri originari dell'industria musicale, si rintracciano molte nuove etichette che furono lanciate nei decenni successivi da persone con esperienza nel settore. Dagli anni '40 agli anni '50, furono fondate etichette indipendenti R&B come Savoy, Apollo, King, Modern, Mercury, Imperial, Specialty, Red Robin, Duke e Vee-Jay Records. Durante gli anni '60, l'etichetta rock Elektra, etichette R&B come Motown, Stax records pubblicarono singoli e album. Un successo degno di nota fu quello del comico Tom Lehrer, che vendette più di 350.000 copie dei suoi 4 album con la sua etichetta, la Lehrer Records, a metà degli anni '60 prima di passare alla Warner Bros. Con l'avvento della rivoluzione psichedelica, etichette discografiche indipendenti come la International Artists orientarono la loro attenzione verso band come i 13th Floor Elevators e iniziarono a distribuire uscite di gruppi rock locali.

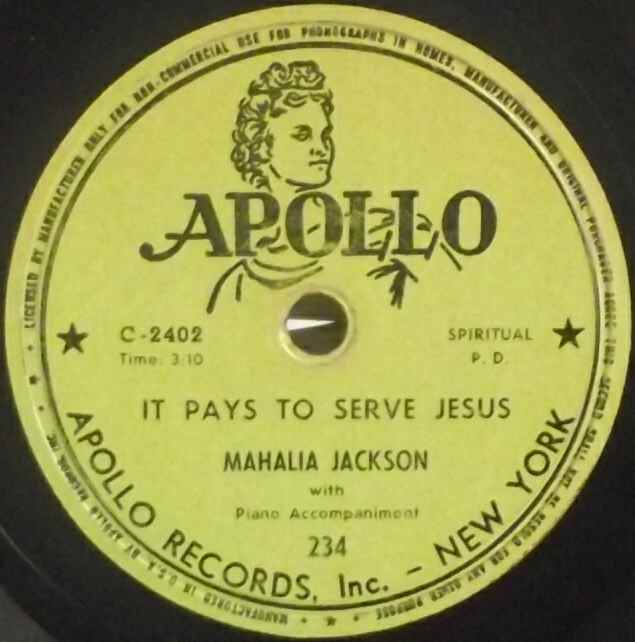
La Apollo fu un'etichetta indipendente R&B degli anni '40

Nel Regno Unito durante gli anni '50 e '60, le major EMI, Philips e Decca avevano così tanto potere che le etichette più piccole faticarono ad affermarsi. Diversi produttori britannici lanciarono etichette indipendenti, tra cui Joe Meek (Triumph Records), Andrew Loog Oldham (Immediate Records) e Larry Page (Page One Records). La Chrysalis Records, lanciata da Chris Wright e Terry Ellis, fu forse l'etichetta indipendente di maggior successo tra quell'epoca. Diversi artisti affermati avviarono le proprie etichette indipendenti, tra cui la Apple Records dei Beatles e la Rolling Stones Records dei Rolling Stones. Queste etichette tendevano a fallire commercialmente o ad essere acquisite dalle major.
A livello internazionale, la situazione era diversa. In Svezia, tre delle quattro più grandi rock band dell'epoca erano sotto contratto e avevano ottenuto un grande successo commerciale con etichette indipendenti. Tra queste c'erano Hep Stars (Olga Records), Tages (Platina Records) e Ola & the Janglers (Gazell Records). Secondo Företagskällan, questi tre artisti si assicurarono l'interesse di etichette discografiche minori, una situazione che altrimenti avrebbe portato "le cinque grandi" ad avere il pieno controllo della scena musicale svedese durante gli anni '80.

### Gli anni '70 tra pub rock e punk
Le prime indipendenti degli anni '70 includevano etichette come la MAM Records, fondata Management Agency & Music Company di Gordon Mills. Tuttavia la MAM, come molte delle piccole indipendenti nel Regno Unito, finì per firmare un accordo di distribuzione con una major Decca per rimanere in vita.

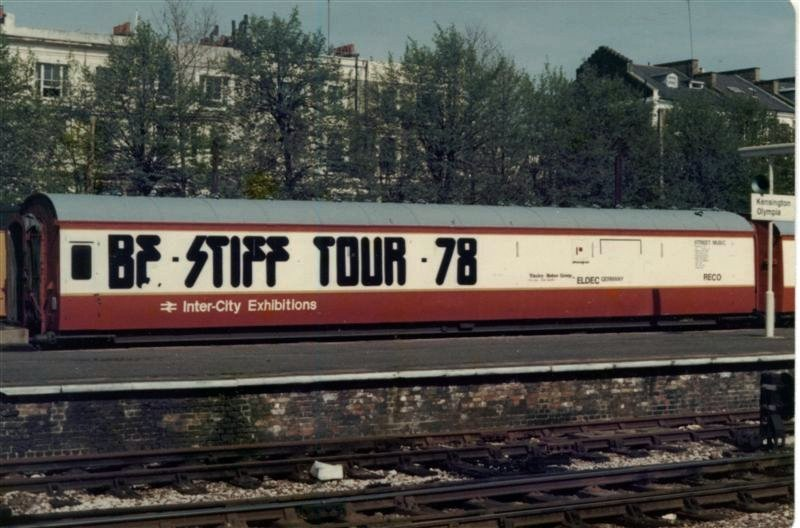
Il treno usato dai gruppi dalla Stiff Records per i loro tour

È convenzionalmente accettato da anni che la scena musicale che più ha sviluppato le etichette discografiche indipendenti sia il punk che lancia un modello verso il quale successivamente c'è stata una grande spirito di emulazione e non solo nell'ambito del punk. È in questo periodo che la New Hormones pubblicò l'EP dei Buzzcocks Spiral Scratch (1977), a detta di molti il primo vero disco indie.. Per molti anni, la narrazione generale attribuiva quindi al movimento punk rock il punto di svolta delle etichette indipendenti, anche grazie all'etica DIY del movimento che avrebbe creato una proliferazione ancora maggiore di etichette indipendenti. Gli studiosi del fenomeno punk da Dave Laing (1985) a Matt Worley (2017) hanno costantemente sostenuto che le etichette indipendenti erano, insieme alle fanzine punk autoprodotte, la chiave per l'influenza del punk e della sua fede nel DIY. Vale la pena menzionare qui, tuttavia, una sfida a questa ortodossia: l'argomentazione di George McKay nell'articolo "Was punk DIY? Is DIY punk?" secondo cui, siccome i nuovi gruppi punk erano in relazione con società di produzione di dischi già esistenti prima di loro, "[nessun] gruppo punk realizzò mai i propri singoli". Inoltre, solo di recente la scena pub rock dei primi anni '70 è stata rivalutata dagli storici della cultura e in documentari rock come la serie Trailblazers di Sky Arts, con il genere che ha ricevuto un ruolo più importante nella storia della musica di quanto non gli fosse attribuito prima. La scena pub rock includeva etichette come Chiswick Records e Stiff Records, quest'ultima era una società nota per slogan volgari, uscite bizzarre (come "The Wit and Wisdom of Ronald Reagan") e per i tour in treno. Anche se la Stiff Records ha pubblicato il primo singolo punk del Regno Unito ("New Rose" dei The Damned il 22 ottobre 1976), la società è talvolta esclusa dalle varie liste delle "più grandi etichette indipendenti" a causa della sua associazione con la Island Records negli anni '80 (sebbene classificata al numero 7 nella lista NME dal 2015).
Negli Stati Uniti, etichette indipendenti come Beserkley hanno avuto successo con artisti come The Modern Lovers. Un altro fattore che è arrivato a definire le etichette indipendenti è stato il metodo di distribuzione, che doveva essere indipendente dalle major affinché i dischi venissero inclusi nella UK Indie Chart, con etichette come Industrial e Factory che mantenevano la piena indipendenza (escludendo così la Beggars Banquet Records per via di un accordo con la Warner Brothers sul disco di Gary Numan).

### Gli anni '80 tra Compilations, post-punk ed indie music

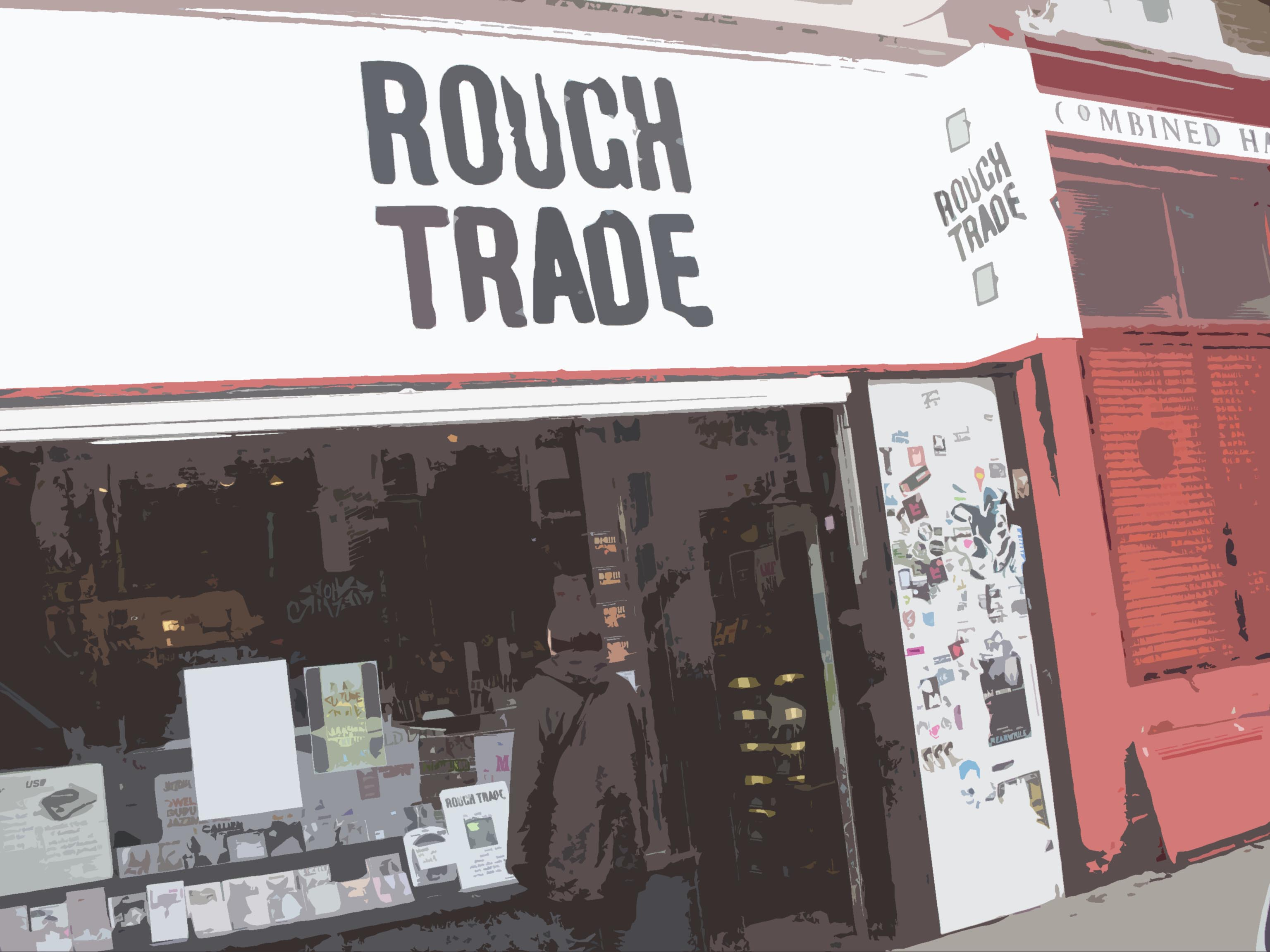
Il negozio di dischi e sede della Rough Trade Records a Londra

La fine degli anni '70 aveva visto l'istituzione di società di distribuzione indipendenti come Pinnacle e Spartan, fornendo alle etichette indipendenti un efficace mezzo di distribuzione senza il coinvolgere le major. La distribuzione è stata ulteriormente migliorata con l'istituzione di "The Cartel", un'associazione di aziende come Rough Trade Records, Backs Records e Red Rhino, che ha contribuito a portare i dischi delle piccole etichette nei negozi di dischi a livello nazionale.
La UK Indie Chart è stata compilata per la prima volta nel 1980, con il primo numero uno che era "Where's Captain Kirk?" della Spizz e dalla sua band (accreditati nel disco come Spizzenergi). "Where's Captain Kirk?" era stato una vendita costante per la Rough Trade Records di Geoff Travis, ma non era mai entrato nella classifica compilata da BMRB (British Market Research Bureau) in quanto molti negozi indipendenti erano negozi in cui l'Electronic Point of Sale Systems non era ancora stato introdotto. La classifica non era correlata a un genere specifico e presentava una vasta gamma di musica, dal punk al reggae, al MOR e al pop mainstream, tra cui molte canzoni della fine degli anni '80 di artisti come Kylie Minogue e Jason Donovan sull'etichetta PWL.
Anche se le uscite della PWL erano principalmente disco-pop influenzato dall'Hi-NRG, l'etichetta era distribuita in modo indipendente e aveva al timone un fan della musica come Pete Waterman, con cui l'etichetta era strettamente associata. Che i fan dell'indie liquidino Stock Aitken Waterman come pop scadente o meno, questo era vero per Waterman come lo era per Ivo Watts-Russell della 4AD, Alan Horne della Postcard, Daniel Miller della Mute, Alan McGee della Creation o Tony Wilson della Factory Records.

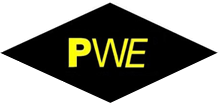
Il logo della Pete Waterman Entertainment (PWE)

La UK Indie Chart divenne una fonte importante di visibilità per gli artisti delle etichette indipendenti, con i primi dieci singoli regolarmente trasmessi nello show televisivo nazionale The Chart Show. Verso la fine degli anni '80, le major avevano riconosciuto la musica indie come un'opportunità e si unirono ad alcune delle figure principali della scena indie per lanciare etichette discografiche di musica indie. La WEA (Warner/Elektra/Atlantic) si unì a Geoff Travis e Mike Alway della él Records per lanciare Blanco y Negro, seguita qualche anno dopo dall'etichetta Elevation di Alan McGee. Anche se alcuni fan dell'indie guardarono negativamente a queste evoluzioni, va notato che la WEA fondò la Korova nel 1979 per gli Echo & the Bunnymen, precedentemente nella Zoo Records di Liverpool di Bill Drummond e David Balfe. In questo periodo il termine "alternativo" veniva perlopiù utilizzato per descrivere gli artisti, mentre "indie" era utilizzato più spesso per descrivere un'ampia gamma di musica rock e pop incentrati sulla chitarra.
L'"esplosione" della scena dance tra la metà e la fine degli anni '80 portò alla nascita di etichette come la Warp, Ahead of Our Time e Wax On Records. In Italia team di produzione come Groove Groove Melody e FPI Project avrebbero realizzato e pubblicato dischi di Italo dance/piano house sotto molti pseudonimi e li avrebbero concessi in licenza individualmente a varie etichette discografiche in tutto il mondo (come l'etichetta Citybeat di Beggars). Invece di seguire questa strada di accordi uno ad uno, i Cappella di Gianfranco Bortolotti fondarono la Media Records a Brescia per pubblicare la sua "musica dance europea commerciale", un'organizzazione che includeva quindici studi con vari team di produzione che lavoravano quasi senza sosta su un numero enorme di dischi (solitamente promossi da un "fronte" di modelle diventate cantanti e vari rapper) e, negli anni '90, nacque anche una divisione britannica che alla fine si sarebbe trasformata nell'etichetta hard house Nukleuz, nota per le uscite di DJ Nation.
La scena della musica dance si è rivelata vantaggiosa anche per le etichette indipendenti che hanno compilato e commercializzato compilation pubblicizzate in TV, soprattutto quando la Virgin si è alleata con la EMI per lanciare Now That's What I Call Music, un successo numero uno che avrebbe visto la CBS e la WEA (la futura Sony BMG e WMG) entrare nel mercato con le loro compilation rivali Hits e Chrysalis e MCA collaborare per il marchio di breve durata Out Now!.
La StreetSounds/StreetWaves di Morgan Khan è stata la prima etichetta indipendente a piazzare un certo numero di successi nella classifica degli album del Regno Unito con una serie di raccolte di musica dance di vari artisti e ha iniziato l'attività nei giorni precedenti a Open Top Cars and Girls in T'Shirts, Raiders of the Pop Charts and Chart Encounters Of The Hit Kind. Infatti, a parte alcune compilation di musica soul pubblicizzate come Dance Mix - Dance Hits su Epic e alcune raccolte disco retrò, la compagnia di Khan è stata l'unica etichetta a avere regolarmente musica club o dance in classifica, fino a quando Stylus Music non si è alleata con il Disco Mix Club (DMC) per la collana Hit Mix. Arrivato prima dell'era Acid House, il primo album Hit Mix del 1986 aveva ancora una grande quantità di successi pop di star delle classifiche mainstream come Kajagoogoo, Kate Bush e Nik Kershaw, ma Paul Dakeyne & Les 'L.A. Mix' Adams mixò 86 tracce su quattro lati di vinile, mentre le uscite successive avrebbero iniziato a contenere più tracce house di artisti come Krush e Nitro De Luxe.
L'inizio degli anni '90 avrebbe visto la fondazione di due società indipendenti che avrebbero continuato a entrare in classifica con numerose raccolte di musica dance nella nuova classifica delle compilazioni, All Around the World (AATW) con sede a Blackburn e il Ministry of Sound.

### Gli anni '90 tra Dance music, Britpop ed Alternative rock

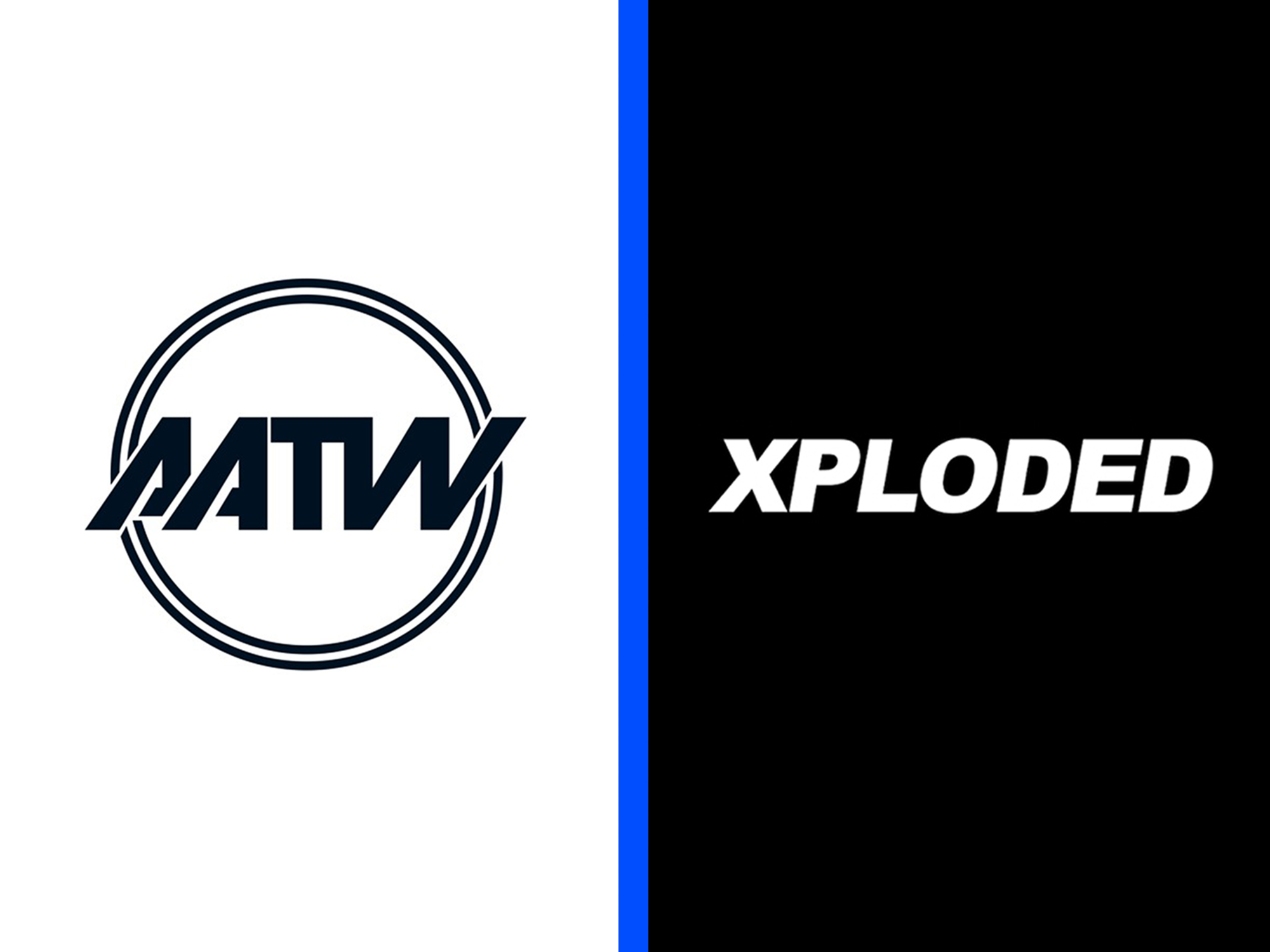
Il logo della All Around the World Productions

Sia All Around the World/Aatw che il Ministry of Sound sarebbero stati fondati nel 1991, il primo da Cris Nuttall e Matt Cadman, il secondo da James Palumbo, Humphrey Waterhouse e Justin Berkmann (sebbene inizialmente come un night club nel sud di Londra, prima che diventasse una casa discografica). Originariamente AATW si sarebbe concentrata sui singoli, per pubblicare un album-compilazione di tanto in tanto come legame con una stazione radio di proprietà EMAP-owned come 97.4 Rock FM a Preston, Lancashire (Rock the Dancefloor - All Mixed Up), mentre la Ministry of Sound ha iniziato a fare compilazioni abbastanza rapidamente, con l'uscita della loro serie intitolata Sessions. Nel corso dei decenni successivi, i marchi di album come Clobland e Floorfefers appartenenti alla AATW oppure le collane The Annual ed Euforia della Ministry of Sound (con quest'ultimo marchio raccolto da Telstar) queste compilazioni entrarono regolarmente nelle migliori 20 compilation, tanto da attirare l'interesse delle major sono diventate più regolarmente che le major sono diventate major Interessato, con la Sony che prese il controllo della casa discografica Ministry of Sound e la AATW che entrò in una joint-venture con la Universal Music TV.

Il marchio della London Recordings di Londra

Sempre nel 1991 il fallimento della Rough Trade Distribution, costrinse numerose etichette indipendenti ad interrompere le vendite (incluse la stessa Rough Trade e poi - indirettamente - la Factory, che aveva già speso una grande quantità di denaro in vari progetti come il loro quartier generale a FAC251) e altre che furono vendute in parte alle major. Nel caso della Factory, la convinzione di Tony Wilson che "i musicisti possiedono tutto, la compagnia non possiede nulla", causò molti problemi all'azienda quando stava per esser rilevata dalla London Recordings di Roger Ames (una "Boutique" / etichetta semi-indipendenteche che seguì Ames dalla Polygram alla Warners quando divenne CEO). La London Recordings non acquistò la Factory perché gli artisti possedevano i master, preferendo scegliere quali comprare rivolgendosi direttamente a loro (anche se a causa di problemi con l'amministrazione, la London non ottenne i diritti sul catalogo dei New Order per un paio d'anni e così è stata istituita una società chiamata CentreDate Co Ltd.

Il logo della Epitaph Records

Comunque non tutte le etichette discografiche indipendenti fallirono in quest'epoca a causa dei problemi con la Rough Trade Distribution. Alcune fallirono perché volendo ampliare il loro mercato, cercarono di affrontare le major nel loro campo. La Savage Records di David Mimran (conosciuta per la band britannica Soho e il loro successo indie-dance con campionamenti da "Hippychick" degli Smiths nel 1991) fu fondata dall'adolescente svizzero nel 1986 e finanziata dal padre multimilionario. Grazie al finanziamento quasi infinito di suo padre e al fatto che il loro manager A&R (un proprietario di un negozio di dischi svizzero chiamato Bernard Fanin) aveva esperienza nel settore, l'etichetta riuscì ad arrivare negli anni '90 con una serie di successi dance e hip-hop di artisti come Silver Bullet and A Homeboy, Hippy and A Funky Dread (pubblicati sull'etichetta dance Tam Tam di Savage). All'incirca nel periodo in cui i Soho ebbero il loro brano di successo nella top ten del Regno Unito, Mimran decise che Savage non sarebbe stata solo una indie britannica, ma sarebbe stata una major americana. La Savage Records si lanciò in una frenesia di spese in America, che li portò ad aprire lussuosi uffici a Broadway, ad assumere il manager di Michael Jackson, Frank DiLeo e a far firmare a David Bowie un enorme contratto discografico da 3,4 milioni di dollari, tutto ciò finì quando il padre di Mimran, Jean Claude, tagliò i finanziamenti. Alla fine l'album di Bowie su Savage, Black Tie White Noise, entrò appena nella classifica degli album Top 40 degli Stati Uniti (ma fu il numero uno per il distributore di Savage BMG nel Regno Unito, tramite la loro etichetta Arista).
Un'etichetta discografica indipendente che stava avendo un momento migliore della Savage Records nel mercato americano tra l'inizio e la metà degli anni '90 era la Epitaph Records. Fu la Epitaph a pubblicare l'album del 1994 degli Offspring Smash, che sarebbe diventato il disco indipendente più venduto degli anni '90. L'album fu certificato sei volte disco di platino negli Stati Uniti e vendette più di 12 milioni di copie in tutto il mondo.

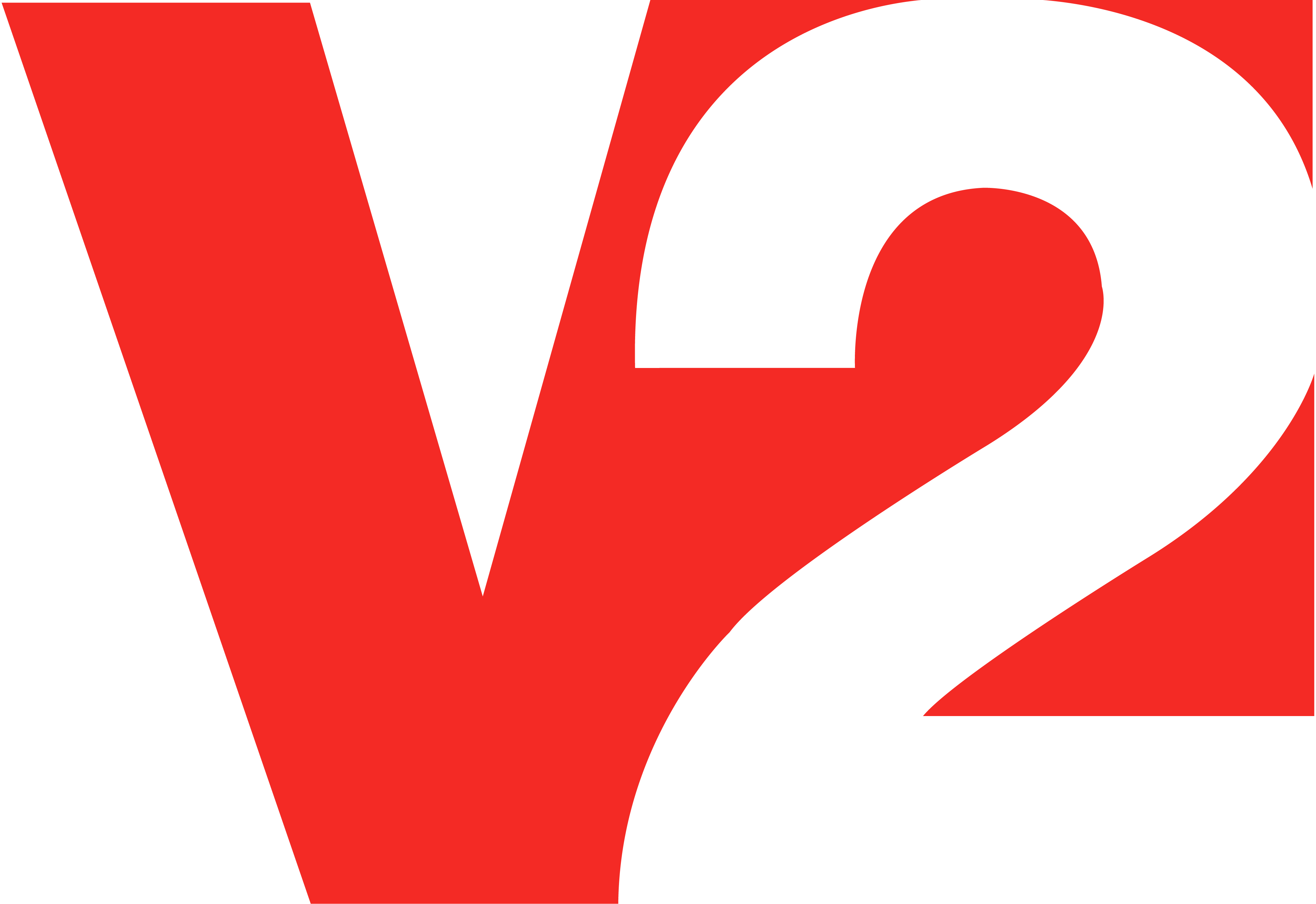
Il logo della V2 Music di Richard Branson

Nel Regno Unito, la classifica indie era ancora un prezioso strumento di marketing (specialmente quando si rivolgeva ai lettori di NME, Select e varie pubblicazioni studentesche) e così l'era Britpop diede origine all'idea del "falso indie". Il "falso indie" sarebbe stata un'etichetta discografica di proprietà di una grande azienda ma la cui distribuzione non passava attraverso il ramo di distribuzione della casa madre, passando attraverso un indipendente affinché quei dischi fossero idonei per la classifica indie. Le band promosse in questo modo inizialmente includevano Sleeper sulla Indolent Records di proprietà della BMG ed Echobelly sulla Fauve Records della Sony. Tuttavia, a questo punto vale la pena notare che la Sony possedeva metà della Creation Records all'epoca (con Alan McGee troppo importante all'interno della scena per essere etichettato come un "falso"), che la Fauve Records fu fondata come parte di un accordo tra l'etichetta Epic e l'ex etichetta di musica dance Rhythm King e che man mano che le band diventavano più grandi le uscite finivano per passare attraverso importanti canali di distribuzione come Arvato (vale anche la pena sottolineare che la BMG sarebbe stata vista come una delle più grandi case discografiche indipendenti del 21° secolo dopo lo scioglimento della Sony BMG).
Richard Branson vendette l'etichetta indipendente che aveva co-fondato con Simon Draper e Nik Powell, ossia la Virgin Records alla Thorn EMI nel 1992 e qualche anno dopo decise di lanciare una "nuova Virgin Records". Questa "Virgin2" fu fondata come V2 Music nel 1996 con personale della compagnia di Branson che lavorava su V2 contemporaneamente al V96 Festival (sia la casa discografica che il festival avrebbero utilizzato un marchio "V" simile, poiché Branson non poteva utilizzare il nome completo Virgin per nessun progetto che coinvolgesse la musica). Questa etichetta indipendente britannica sarebbe stata affiancata da altre V2 Records in tutto il mondo, con la V2 Records Benelux fondata nel 1997, una casa discografica che continua a operare ancora oggi.

### I 2000 tra hip hop ed R&B

Marchio della Stones Throw Records

Nel 2001, la Daptone Records sarebbe stata fondata a New York ed era un'etichetta funk e soul nota per cantanti come Sharon Jones, Charles Bradley e molti dei musicisti che sarebbero apparsi nell'album Back to Black di Amy Winehouse nel 2006. Mentre la scena indie hip hop o underground hip hop iniziava a crescere, crebbe anche l'approccio verso il creare etichette indipendenti per il genere. L'album Madvillainy di MF Doom ha venduto oltre 150.000 copie, rendendolo l'album underground più venduto della Stones Throw Records.
Nel 2004, la Telstar Records falli nel Regno Unito dopo aver dato a Victoria Beckham un contratto discografico da 1,5 milioni di sterline. Come la Savage Records un decennio prima, la Telstar non si è limitata al suo target di mercato (aveva iniziato come etichetta di compilation, simile alla Ronco e alla K-Tel, prima di mettere sotto contratto star della TV per bambini e artisti di danza con le sue etichette XSRhythm e Multiply) e ha cercato di operare in un mercato simile a quello del suo partner per le compilation, la BMG.

### Gli anni '10 e il mercato delle ristampe nel nuovo millennio
Negli anni '10, grazie a piattaforme come Bandcamp e SoundCloud, un certo numero di grandi etichette indie hanno evitato di ingaggiare gruppi musicali sconosciuti, acquisendo invece cataloghi arretrati e lavorando con "band storicizzate" (ad esempio, le band popolari in un'era pre-digitale). La nuova indipendente BMG, che era stata scorporata dalla joint venture Sony BMG che includeva Arista e RCA, si ritrovò con i cataloghi della Echo, Infectious e Sanctuary (la più grande etichetta discografica indipendente nel Regno Unito prima che andasse in bancarotta), mentre la Cherry Red Records, che aveva alcune "band storiche" come gli Hawkwind era interessata soprattutto ai marchi pensati per le ristampe come la 7T's Records (musica anni '70), la 3 Loop Music (musica indie) e la Cherry Pop (principalmente pop da classifica degli anni '80).

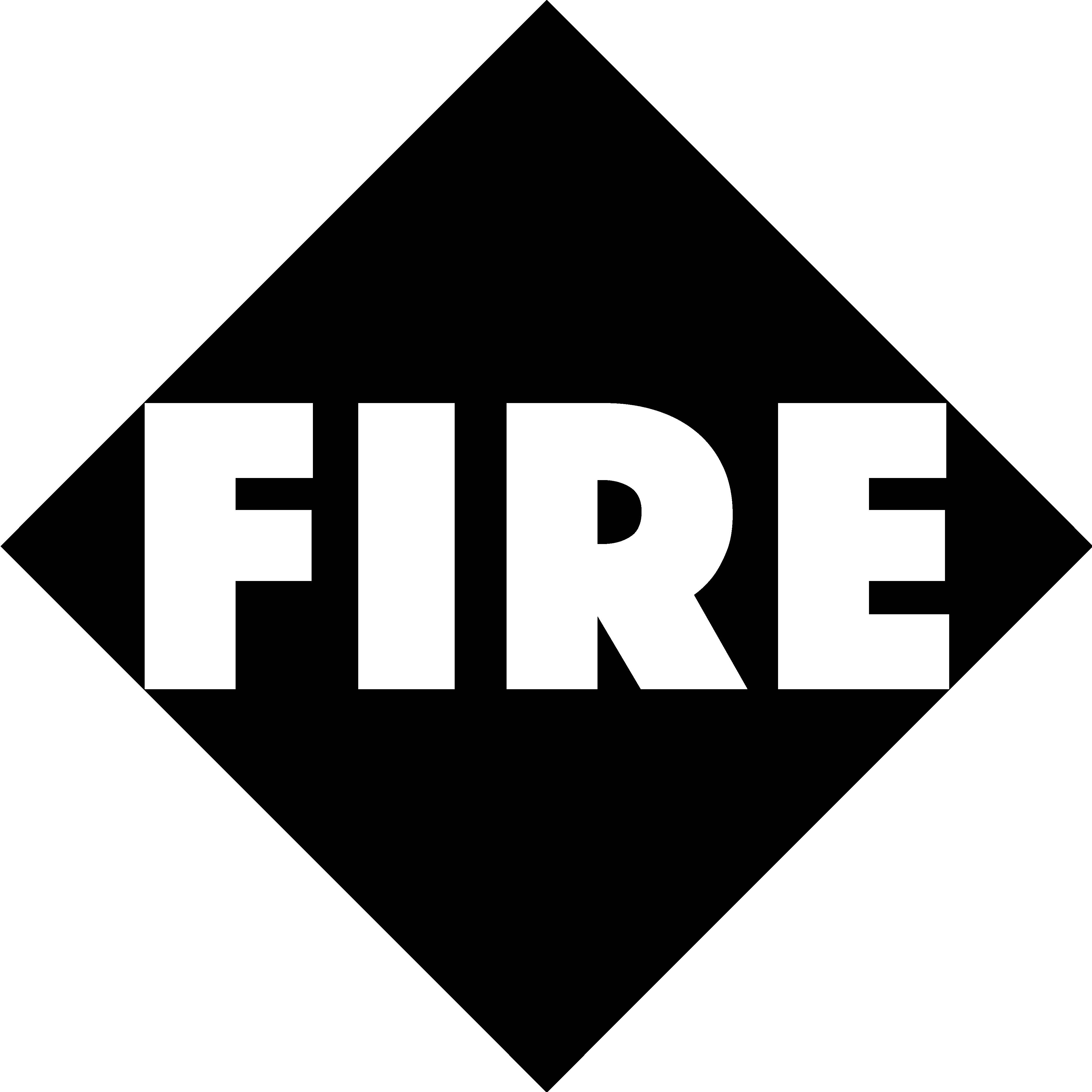
Il marchio della Fire Records

Dal 2013, la Warner Music ha dovuto vendere gran parte del suo catalogo per accontentare varie commissioni antitrust e fusioni o enti commerciali, dopo aver acquistato la maggior parte della EMI (Parlophone) che alla UMG non era permesso mantenere dopo aver acquisito il resto. Nel 2016, il catalogo arretrato dei Radiohead è stato venduto alla Beggars (XL Recordings), la Chrysalis Records è stata venduta alla Blue Raincoat Music (che ora include registrazioni di Everything but the Girl, Athlete e Cockney Rebel), mentre i diritti degli album di Guster e Airbourne sono andati alla Nettwerk. Nel 2017, la WMG ha continuato a vendere i cataloghi di numerosi altri artisti a case discografiche indipendenti, tra cui quella della Domino (Hot Chip e Buzzcocks), Cherry Red Records (Howard Jones, Dinosaur Jr. e Kim Wilde), Fire Records (The Lemonheads e The Groundhogs) e Because Music (The Beta Band e vari artisti francesi).

### 2020s: K-pop, grime
A parte un paio di apparizioni di Kylie Minogue e alcune uscite su XL Recordings, la Official Independent Singles Chart Top 50 volle escludere chiunque avesse fatto venir in mente la classifica indie degli 1990. In questo periodo è più probabile che artisti grime, dance e K-Pop siano nella Top 10 rispetto alle band indie, con la classifica dal 20 novembre al 26 novembre 2020, con KSI e Craig David al numero uno con il loro singolo pubblicato dalla BMG "Really Love", i BTS al numero due con "Dynamite" e AJ Tracey al numero tre con "West Ten". A parte le riedizioni e i vecchi successi di persone come the White Stripes e Arctic Monkeys, la più vicina a un nuovo successo di una band indie è la pop guitar band McFly al numero 30 con la loro canzone "Happiness", in classifica solo dopo che uno speciale chiamato "McFly: All About Us" è stato trasmesso da ITV il 14 novembre 2020.
Dopo aver avuto la sua casa discografica indipendente negli anni '90, che ha piazzato numerose uscite nelle principali classifiche del Regno Unito, il cantante prog rock Fish ha deciso di non iscriversi alla Official Charts Company quando ha pubblicato Weltschmerz il 25 settembre 2020, un album autofinanziato, commercializzato e distribuito da casa sua in Scozia. Poiché non ha collaborato con un'etichetta discografica come la BMG, si è perso un piazzamento nella top ten degli album quando le prime vendite hanno rivelato che sarebbe stato il numero 2 nelle classifiche di metà settimana del Regno Unito dietro il top della classifica di quella settimana, la band firmata Partisan IDLES. Nella classifica ufficiale degli album indipendenti Top 10 dell'8 ottobre, gli IDLES sarebbero stati al primo posto con Ultra Mono con artisti degli anni '70, '80 e '90 che occupavano altri sette slot (incluse compilation di artisti come Slade e nuovi album di gente come Bob Mould degli Hüsker Dü).

Il logo della sudcoreana Big Hit Entertainment

Secondo il quotidiano coreano Kyunghyang Shinmun, la società K-pop Big Hit Entertainment ha avuto ricavi pari a 484 miliardi di won sudcoreani (436 milioni di dollari USA) per i primi tre trimestri del 2020, un periodo che non includeva l'uscita dell'album BE dei BTS in cima alla classifica di Billboard, ma includeva il periodo in cui l'etichetta aveva acquistato la Pledis Entertainment di Han Sung Soo. Nell'ottobre 2020, la Big Hit Entertainment entrò nel mercato azionario coreano con il fondatore Bang Si-hyuk che diede ai membri dei BTS azioni della società e la sua quota in Big Hit, rendendolo la sesta persona più ricca in Corea.

## Struttura e mercato
È praticamente impensabile fare un elenco o censimento di tutte le etichette indipendenti presenti sulla Terra, perché, proprio per la loro natura indipendente, questo mercato si mostra come estremamente frammentato e fatto di miriadi di piccoli operatori che producono i propri artisti su piccola scala e con piccoli volumi di vendite. In ogni settore, però, è possibile riconoscere delle entità di maggiori dimensioni, che si comportano all'interno della propria fetta di mercato come majors; etichette che spesso includono nei propri rosters, artisti che scalano le chart nazionali e mondiali, sfidando i grandi gruppi. In ogni caso, sia che si tratti di piccole che di grandi etichette, le label indipendenti si riconoscono per le seguenti caratteristiche:
- Il proprietario è un artista (cantante/musicista/dj) ed usa la label per autoprodursi e/o produrre amici e/o produrre artisti esterni e l'organigramma è spesso composto dal solo manager, e qualche A&R che scova e promuove artisti.
- Le sedi sono spesso le case dei manager o piccoli uffici. Niente a che vedere con le major che hanno intere strutture sparse per il mondo.
- È altamente specializzata in un genere musicale. Quando non lo è, si mantiene comunque entro un certo campo d'azione (musica leggera, musica elettronica, musica rock).
- Non sempre l'etichetta dispone di studi di registrazione, che vengono noleggiati. A volte lo studio è proprio quello che il proprietario usa per se stesso e che mette a disposizione dei propri artisti.
- Il rapporto artista-etichetta è molto libero e non vincolante ed è più basato sulla promozione della musica che sulla promozione dell'immagine. Questo rende preferibile per molti artisti l'etichetta indipendente.
- Il contratto proposto all'artista non è di tipo esclusivo. Spesso un gruppo, un cantante o un musicista che si occupa di più generi, presenta le proprie opere all'etichetta che tratta quel particolare genere.
- Spesso le etichette creano delle "sotto-labels" per specializzare le proprie produzioni attraverso un marchio. Un'etichetta che produce house può avere una sublabel per la musica house più elettronica e un'altra per quella più "soft". In ogni caso il rapporto tra la label e la sub label indipendente non è mai di forte egemonia come nel caso delle majors.
- L'etichetta indipendente ha difficoltà nella diffusione capillare del prodotto, soprattutto al di fuori dei propri confini nazionali. Si appoggia così ai cosiddetti "distributori" e concede "licenze".

### I "distributori"
La figura del distributore è spesso fondamentale per l'etichetta indie: le sue piccole dimensioni e scarse disponibilità economiche, non le permettono infatti di promuovere un disco in maniera adeguata per ottenere forti risultati in campo internazionale; servirebbe una figura che faccia da tramite tra la label e il circuito della vendita, in pratica una figura di "grossista" nel campo discografico. Questo ruolo è coperto proprio dal distributore che, attraverso rappresentanti, prende accordi con negozi di dischi e siti di vendita per portare sui loro scaffali le etichette con cui firmano accordi.
C'è da dire che il distributore non effettua una selezione sui dischi da trattare, ma solo sulle label con cui stipulare contratti: viene giudicato naturalmente a livello qualitativo (un distributore che lavora con label mediocri sicuramente avrà scarsa considerazione) ma anche in base al genere proposto, tant'è che molti distributori si specializzano nella commercializzazione di determinati generi: entrando per esempio nel campo dell'elettronica, è da notare il caso di Kompakt che distribuisce in Europa musica techno, o Karma distribution che si occupa in campo italiano strettamente di house underground, a differenza di Global Net che lavora per etichette commerciali. Tra i distributori specializzati in musica classica si segnala, in Italia, Jupiter Distribuzione.

### Licenze
Un altro metodo per arrivare in mercati esteri, o per potenziare la diffusione di un disco, è quello di mettersi in collaborazione con altre etichette (naturalmente di un paese estero o comunque di più grosse dimensioni) e concedere un disco in "licenza": la licenza riguarda i diritti di produzione e commercializzazione del prodotto entro limiti geografici e non. L'etichetta licenziataria percepisce una percentuale sui profitti derivanti dalle copie vendute dall'etichetta che detiene la licenza, percentuale che verrà divisa di solito al 50% con l'artista; quindi a fronte di minori guardagni c'è la possibilità di coprire fette di mercato maggiori senza rischi economici e senza potenziamento dei propri impianti.
Come detto a volte capita che una licenza venga concessa anche per lo stesso paese sede dell'etichetta: capita così che in uno stesso paese (e nello stesso negozio) circoli lo stesso disco prodotto da label diverse. La differenza molte volte non riguarda la sola copertina, ma anche le versioni contenute sul disco o addirittura dettagli come il mastering.

### Contratti
Le label o etichette indipendenti non firmano con gli artisti contratti per un certo numero di dischi, ma valgono per un solo lavoro per volta. Generalmente tale contratto viene firmato dopo che la band ha già pronto il materiale per il nuovo disco, quindi il contratto serve solo ad assicurare la remunerazione del lavoro e la possibilità per la band di veder pubblicato il proprio lavoro. Questo metodo è l'opposto di quel che accade nelle etichette major dove il contratto stipulato generalmente prevede che per il futuro la band incida un certo numero di dischi (ad esempio 3 dischi di inediti, oppure 2 dischi più un live o, per artisti già affermati e con una discografia vasta, la produzione di 1 o 2 dischi più un greatest hits).
La differenza dei contratti è data dal concetto stesso dei due tipi di etichetta: le major vedono nella band semplicemente un business, quindi firmano contratti esclusivamente con gruppi che ritengono possano vendere un numero di dischi tale da risarcire la stessa major dell'ingaggio della band e ottenere un forte guadagno (generalmente dischi che puntano a vendere milioni di copie); le label puntano invece a contribuire la diffusione della musica delle band che arrivano a non più di 100 000 copie vendute per ogni album (raramente arrivano a 200.000).
Fanno eccezione i The Offspring, che nel 1994 con la Epitaph Records pubblicarono l'album Smash che vendette quasi 11 milioni di copie diventando il disco più venduto di un'etichetta indipendente: l'album originariamente con una tiratura di qualche centinaia di migliaia di copie fu rimesso in stampa. Questo portò la band e la casa discografica ad avvalersi della Sony per la pubblicazione dell'album successivo. Fa eccezione anche Melanie C che con la sua etichetta indipendente Red Girl Records vendette nel 2005/2006 un milione di copie con l'album Beautiful Intentions.

## Worldwide Independent Network (WIN)
L'organismo internazionale di punta per l'industria musicale indie, il Worldwide Independent Network, è stato fondato nel 2006, ed è una coalizione di organismi musicali indipendenti provenienti da paesi di tutto il mondo.
Alison Wenham ha trascorso 17 anni alla guida della britannica Association of Independent Music (AIM), che ha lanciato nel 1999. Durante questo periodo ha anche contribuito a fondare WIN nel 2006, rimanendo in WIN per dodici anni, con gli ultimi due trascorsi come amministratore delegato. Come forza trainante nell'aiutare le etichette indipendenti a competere a livello mondiale con aziende più grandi, Wenham è stata inserita ogni anno nella classifica "Top Women in Music" di Billboard. Si è dimessa dal suo ruolo in WIN nel dicembre 2018, l'anno successivo assunse il ruolo di direttore non esecutivo presso Funnel Music.
Dopo l'abbandono della Wenham, prese il posto di Direttore operativo Charlie Phillips, che prima ricopriva il ruolo di direttore degli Affari Legali e Commerciali di WIN, Charlie Phillips, fu promosso al ruolo di leadership. Avrebbe riferito direttamente al presidente recentemente eletto, Justin West, della società canadese Secret City Records.

### I membri della WIN
Ad agosto 2019 la Worldwide Independent Network era composta da associazioni di categoria in rappresentanza di diverse nazioni come A2IM (USA), ABMI (Brasile), ADISQ (Canada – solo Québec), AIM (UK), AMAEI (Portogallo), A.S.I.A.r (Argentina), Audiocoop (Italia), BIMA (Belgio), CIMA (Canada), DUP (Danimarca), FONO (Norvegia), HAIL (Ungheria), IMCJ (Giappone), IMICHILE (Cile) IMNZ (Nuova Zelanda), IMPALA (Europa), indieCo (Finlandia), IndieSuisse (Svizzera), Liak (Corea), P.I.L. (Israele), PMI (Italia), Runda (Balcani), SOM (Svezia), stomp (Paesi Bassi), UFI (Spagna), UPFI (Francia), VTMOE (Austria) e VUT (Germania).
Particolarmente attive sono quelle associazioni di categoria che vengono da paesi in cui il mercato musicale è particolarmente strutturato come la AIM (UK), A2IM (USA), AIR (Australia), CIMA (Canada), VUT (Germania), IMNZ (Nuova Zelanda), UFI (Spagna), IMICHILE (Cile), ABMI (Brasile) ed IMPALA (Europa).